# Товія Молодший

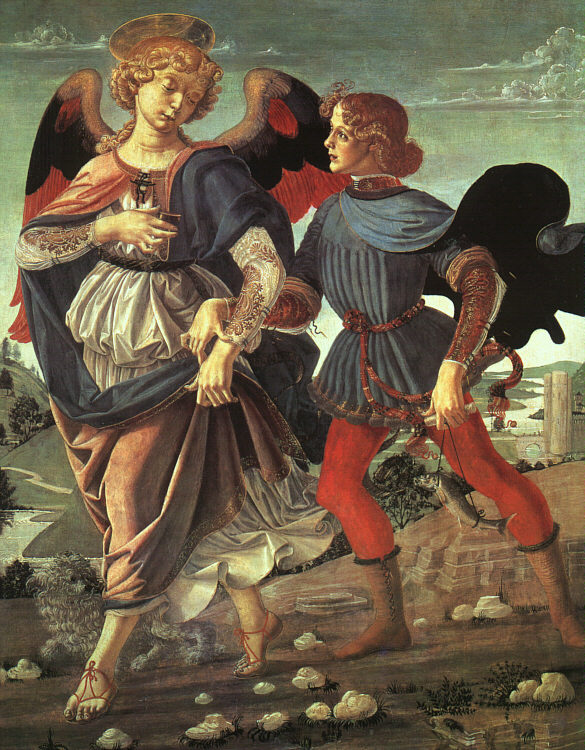
Тобіас і ангел, Андреа дель Верроккйо

Товія ( Господь – моє багатство ) – біблійний персонаж із Книги Товита . Він був із племені Нафталимового .
Його батько, Товит, був вивезений в ассирійський полон і осліп у віці 62 років. У двоюрідного брата батька була донька Сара, сім чоловіків котрої померли до того, як одружилися, через демона Асмодея . Бог, вислухавши молитви Товита та Сари, послав їм на допомогу архангела Рафаїла, який у людському образі вирушив у подорож з Товією до Мідії, щоб зібрати з Габаїла, єврея з Раги, гроші, які йому дав Товит. Під час подорожі, коли Товія купався в річці Тигрі, на нього напала велика риба, яку він виловив за наказом Рафаїла і зберіг її жовч, серце і печінку  . За пропозицією ангела вони залишилися ночувати в Ектабані з батьком Сари, Рагуелем. Відповідно до Закону Мойсея, Товія узяв Сару собі за дружину і в їхню шлюбну ніч вигнав демона, спаливши серце та печінку риби та спільно помолившись. Їхні весільні торжества тривали 14 днів, і Товія отримав половину майна свого тестя як придане . Після повернення до Ніневії він вилікував сліпоту свого батька за допомогою риб’ячої жовчі.
Коли Товія хотів віддячити Рафаїлу за все, що той зробив для його сім'ї, Рафаїл відкрив йому та його батькові, що він був ангелом і зник  .
Товія жив із Сарою в Ніневії до смерті свого батька й матері. Поховавши їх, він переселився в Мідію, де, доживши до падіння Ніневії, помер у віці 117 років  .